# Округ Бентон (Индијана)
Округ Бентон (енгл. Benton County) је округ у америчкој савезној држави Индијана.

## Демографија
По попису из 2010. године број становника је 8.854, што је 567 (-6,0%) становника мање 2000. године.
| Група             | 2000.         | 2010.         |
| Белци             | 9.040 (96,0%) | 8.298 (93,7%) |
| Афроамериканци    | 20 (0,2%)     | 42 (0,5%)     |
| Азијати           | 8 (0,1%)      | 15 (0,2%)     |
| Хиспаноамериканци | 245 (2,6%)    | 431 (4,9%)    |
| Укупно            | 9.421         | 8.854         |